# 納西瑟斯

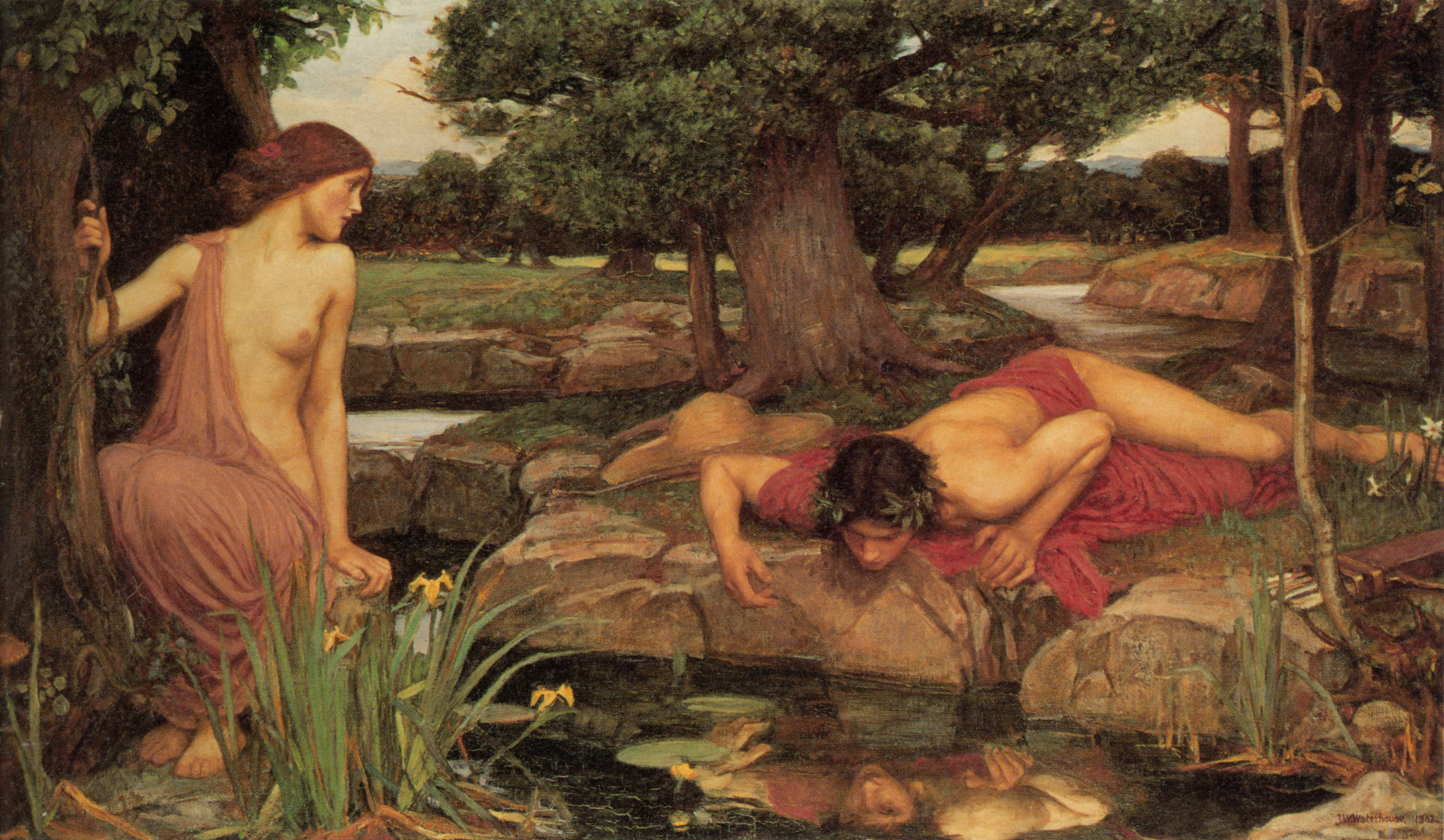
《厄科與那耳喀索斯》，约翰·威廉姆·沃特豪斯作，1903年

納西瑟斯（希臘語：Νάρκισσος，直译：「水仙」）是希臘神話中一個俊美而自負的少年。

## 神话
根据神话，那耳喀索斯是河神刻菲索斯與水泽神女利里俄珀之子。那耳喀索斯出生后，利里俄珀向著名的预言家提瑞西阿斯询问自己儿子的命运。提瑞西阿斯说，那耳喀索斯只要不看到自己的脸，就能得長壽。因此，儘管那耳喀索斯長大後成為全希臘最俊美的男子，他却从不知道自己长什么样子。
那耳喀索斯的美貌讓全希腊的女性為之傾倒，但他对所有前来求爱的女人都无动于衷。后来掌管赫利孔山的仙女厄科也被他的美貌迷住，陷入对他的爱情无法自拔。那耳喀索斯对厄科的求爱也同样加以拒绝，导致厄科伤心而死，只留下声音回荡在山谷之间（厄科的名字Ἠχώ意为回声）。被他拒绝的女子们都要求復仇女神涅墨西斯懲罰那耳喀索斯。涅墨西斯同意了她们的请求。一次那耳喀索斯打猎归来时，在池水中看见了自己俊美的脸。他于是爱上了自己的倒影，无法从池塘边离开，终于憔悴而死。这样就实现了提瑞西阿斯在他幼年时所作出的预言。在那耳喀索斯死去的地方生出了一株水仙花。
保萨尼阿斯提到了那耳喀索斯神话的另一个版本。在这个版本中，那耳喀索斯的死与厄科并没有关系，而是与他同样美丽的孪生姐姐有关。那耳喀索斯深爱着姐姐，但后者却早死，令他悲痛异常。当他在水塘中看到自己的倒影时，便以为是姐姐，不忍离去，终致死亡。还有一种说法是有一个男性青年阿弥尼俄斯（Ameinias）爱上了那耳喀索斯，在遭他拒绝后自杀而死。众神惩罚那耳喀索斯，让他爱上了自己的倒影。那耳喀索斯知道不可能和影子结合，于是也自杀了，从他的血中长出了水仙。

## 神话学解释
关于那耳喀索斯神话的来源，有多种解释。一些神话学家认为，这个故事是推源论神话，目的是解释水仙的名字。这种植物的名字无法用希腊语解释。老普林尼解释了这个名字的前半部分，说它来自词根Νάρκι，“昏迷”。然而，后缀-ισσος的形式无论如何不是希腊语。实际上这个名字可能源自前希腊时代。另有意见认为那耳喀索斯是古老的植物神，与古代对植物时枯时荣，死而复生的信仰有关。例如，古希腊人有在死者身上放置水仙花的习惯，有关冥后珀耳塞福涅的神话里也提到过那耳喀索斯。第三种理论认为那耳喀索斯神话反映的是原始社会时人类害怕自己倒影的巫术观念。原始人可能认为，影子是自身的一部分，或是第二个“我”，看到倒影对自己有害。
那耳喀索斯神话本身是希腊神话中大量人变植物的情节之一，其他例子包括达佛涅（月桂），密耳拉（没药）和许阿铿托斯（风信子）。

## 其他
许多艺术家利用过納西瑟斯的题材进行创作。卡瓦利、斯卡拉蒂和格鲁克写过以该神话为主题的歌剧。乔叟、斯宾塞、弥尔顿、雪莱和济慈都写过有关这一神话的诗篇。
在心理学中，自恋症（narcissism）的名字来自那耳喀索斯。

## 后续
在书《The Alchemist》中提到了关于纳希瑟斯结局的后续。文中指出在纳希瑟斯死后丛林之神The Forest God出现在纳希瑟斯死去的湖边，发现原本清澈的湖水变成了咸湿的眼泪。神原本以为湖水是为惋惜貌美的纳希瑟斯美貌的凋零，后者解释哭泣并不是因为惋惜纳希瑟斯的美貌，而是对在纳希瑟斯深邃的眼睛中再看不到自己美丽的映影的哀伤。后续对原文不发生分歧或直接的影响，但哭泣的湖水引人深思。